# Terres de la Generalitat

Terres de la generalitat (en color blau clar) a la República de les Set Províncies Unides

Les Terres de la Generalitat (Generaliteitslanden en neerlandès) eren territoris de la República de les Set Províncies Unides sota administració directa dels Estats Generals des de L'Haia. En contrast amb les set províncies constituents de la República (Groningen, Frísia, Overijssel, Gelderland, Utrecht, Holanda i Zelanda), les Terres de la Generalitat no disposaven de vot en el govern del país. Eren majoritàriamen antigues regions catòliques que a les acaballes de la Guerra dels Vuitanta Anys passaren de mans espanyoles a neerlandeses. Funcionaven com a «territoris ocupats» i servien de zona de contenció entre la República i els Països Baixos Espanyols.
Per la guerra i les expulsions eren zones poc poblades sense gaire ciutats importants. Les habitants no tenien drets polítics i eren considerats com estrangers. Per impostos elevats eren explotades com una mena de colònies. Després de la Pau de Westfàlia (1648) totes les esglésies van ser confiscades i els sacerdots catòlics van ser bandejats. Durant molt de temps sota dominació espanyola, la contrareforma va tenir els seus efectes i la majoria de la població va quedar catòlica. Els esforços per protestantitzar la zona, no van gaire reeixir. La presència de enclavats i senyories llibres, la va dificultar encara més. Les Terres de la generalitat van ser suprimides per la reorganització administrativa durant l'ocupació francesa i la creació de la República Batava el 1795.
Les terres de la Generalitat eren:
- Staats-Brabant (Brabant dels Estats), aproximadament corresponent a l'actual província del Brabant del Nord.
- Staats-Vlaanderen (Flandes dels Estats), l'actual Flandes Zelandès.
- Staats-Opper-Gelre (Gelderland dels Estats) (Overkwartier), la de comarca de Venlo. Un gran tros de l'Opper-Gelre romangué sotà mans espanyoles i fou posteriorment annexat per Prússia (el 1702). Una altra passà a sobirania austríaca.
- Staats-Overmaas (Terres enllà del Mosa): la comarca de Maastricht (govern compartit amb el príncep-bisbe de Lieja) a més de trossos de les actuals províncies del Limburg i de Lieja. (El nom «Staats-Limburg» no és correcte, com que tot el Ducat de Limburg va quedar-se sota domini espanyol i més tard austríac).
- Westerwolde i Wedde, el sud-est de l'actual província de Groningen, que formà part de les Terres de la Generalitat entre 1594 i 1619. Posteriorment s'incorporaren a l'esmentada província.

Altres àrees que malgrat no ser Terres de la Generalitat ni províncies de la República hi estaven lligades políticament eren:
- la Regió de Drenthe
- el Comtat de Frísia Oriental
- el Comtat de Lingen
- el Comtat de Buren
- el Feu d'Ameland
- el Feu de Vianen (fins al 1725)
- el Feu de Culemborg (fins al 1720)
- el Comtat de Leerdam
- el Feu d'Asperen
- la Baronia d'IJsselstein
- el Comtat de Megen
- el Feu de Bokhoven
- l'Ambt d'Oeffelt
- la Baronia de Boxmeer
- el Feu de Batenburg
- el Feu de Ravenstein
- Luijksgestel (Principat de Lieja)
- el Comtat de Bergh (Prússia)
- l'Ambt de Liemers, Huissen, Wehl i Gennep (Prússia)
- l'Orde de Gemert (Orde Teutònic)

A més de les terres de la Generalitat, la república administrava també directament territoris fora d'Europa com per exemple Staten Island a Nova Amsterdam (actualment un dels barris de Nova York) o Stateneiland (Illa dels Estats) a la costa meridional de l'Argentina.